# Landdag (Kurland)
Kurlands landdag (tysk: Kurländischer Landtag) var Hertugdømmet Kurland og Semgallens og senere Guvernement Kurlands øverste regelmæssige forsamling af politiske repræsentanter, eller såkaldt landfuldmægtige (tysk: Landesbevollmächtigter), der virkede indtil etableringen af Republikken Letland i 1918. Den regionale forsamling indkaldtes oprindeligt af Kurlands hertuger hvert andet år, senere dog af adelens marskaller hvert tredje år med generalguvernørens tilladelse. Landdagens beslutninger vedtoges med et flertal af sognerådenes deltagere, som også udvalgte de kommende tre års forordninger for ridderskabets komité.